# Willie Davis (cestista)
Willie Edward Davis (Fairfield, 9 agosto 1945) è un ex cestista statunitense, professionista nella ABA.

## Carriera
Venne selezionato dai Cincinnati Royals al decimo giro giro del Draft NBA 1967 (108ª scelta assoluta) e dai Chicago Bulls al settimo giro del Draft NBA 1968 (81ª scelta assoluta).
Disputò 8 partite con i Texas Chaparrals nella stagione ABA 1970-71.